# San Francisco Tlaltenco
San Francisco Tlaltenco es uno de los 7 pueblos originarios de la alcaldía de Tláhuac, ubicada al oriente de la Ciudad de México y al sur de la Sierra de Santa Catarina. Su nombre se compone de los vocablos: Tlalli (tierra) y Tentli (orilla): "En la orilla de la Tierra" o "En la orilla de los cerros". Es el pueblo más grande de la demarcación.

## Historia
La región de Tlaltenco fue poblada durante el Preclásico Medio (1200-400 a. C.) por pueblos agrícolas que aprovechaban los recursos de la ribera del lago de Xochimilco. En Terremote Tlaltenco, se han descubierto los vestigios de una antigua aldea contemporánea a Cuicuilco que luego decayó al final del Preclásico (alrededor del año 100 d. C.).  Además hay construcciones prehispánicas que aún no se han desenterrado, estas se encuentran ubicadas en las zona de Terromotitla, donde actualmente se encuentra la estación Tlaltenco de la Línea 12 del Metro de la Ciudad de México.
Tlaltenco fue uno de los sujetos de Cuitláhuac durante el Posclásico Tardío. El pueblo actual fue fundado en 1435.
A la llegada de los españoles Cortés pasó por este pueblo el 7 de noviembre de 1519, en 1525 Fray Martín de Valencia, Francisco de Soto y Francisco Jiménez refundaron el pueblo. 
En 1524 llegaron a la Nueva España los misioneros franciscanos que en 1547 con ayuda de los pobladores construyeron la iglesia que dio nombre a la población. 
En 1899 San Francisco Tlaltenco fue nombrado cabecera del municipio, al que pertenecían Tezonco, la Hacienda de San Nicolás Tolentino, Zapotitlán y Yecahuizotl y dependía de Xochimilco. En 1903 fue anexado a Iztapalapa.

### La Puerta de Tlaltenco

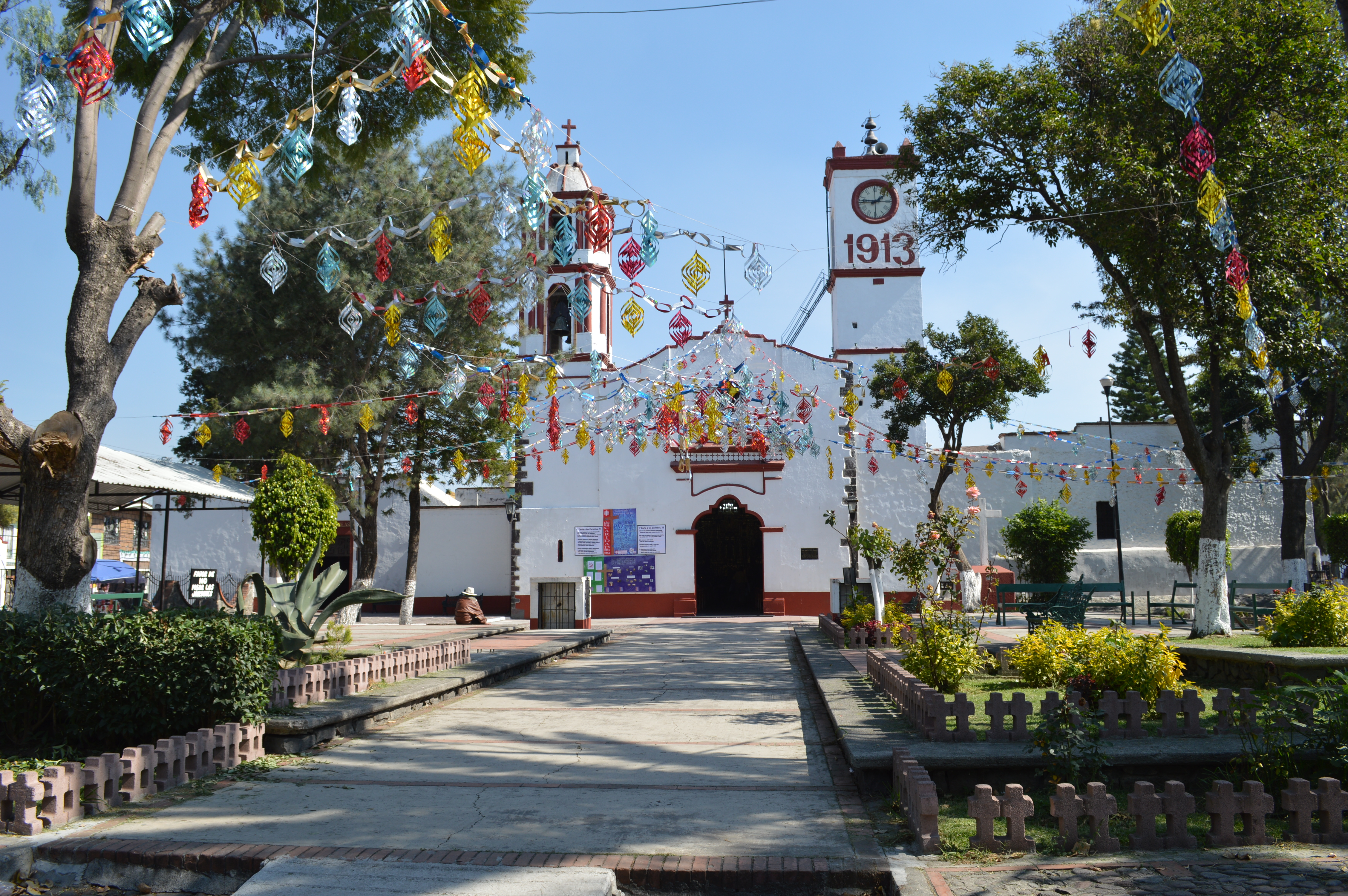
Parroquia de San Francisco

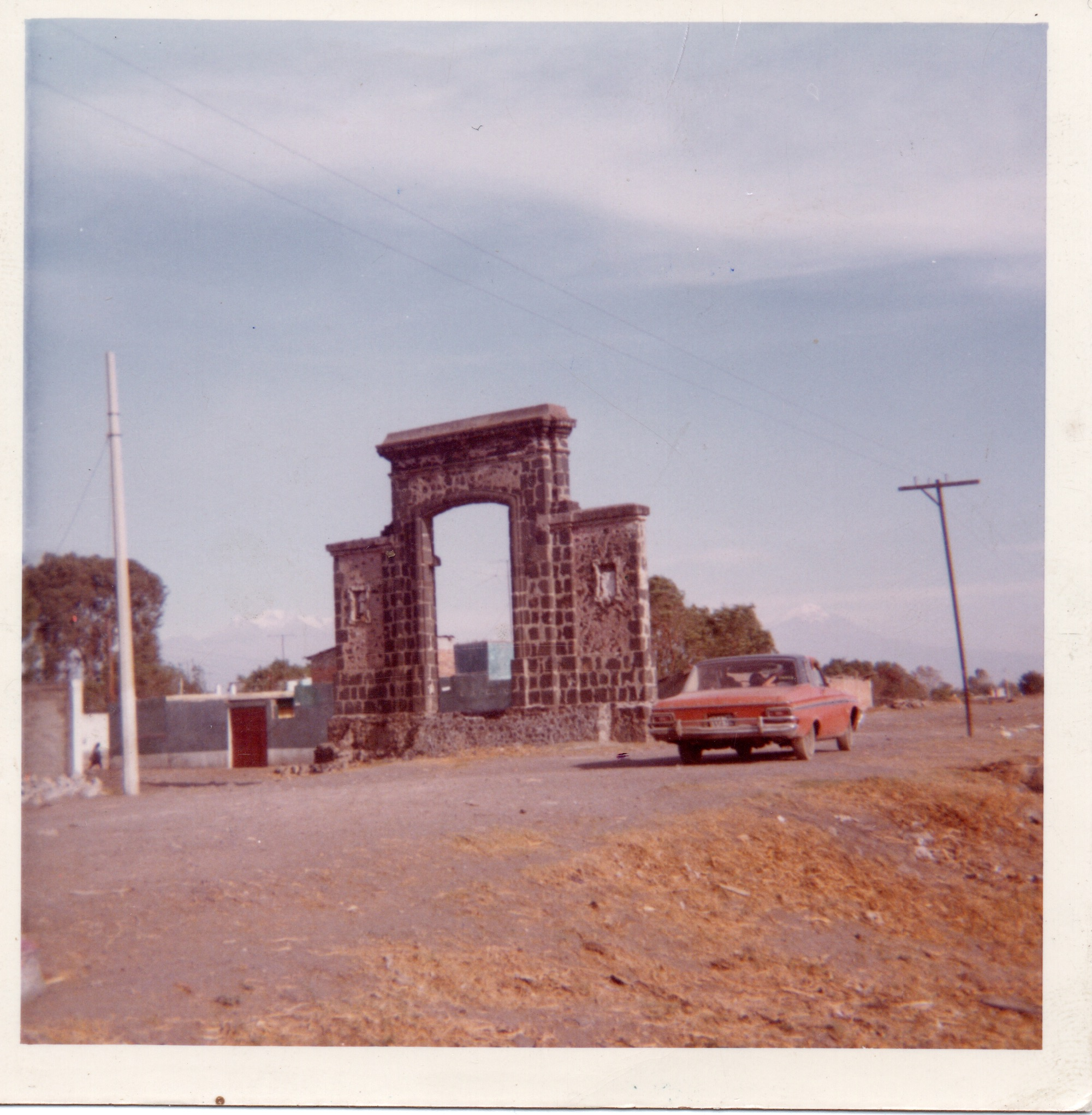
Arco de Tlaltenco en marzo de 1973. Se observa el terraplén del Ferrocarril a San Rafael y Atlixco.

En el Pueblo hay un arco de piedra que durante la época colonial sirvió de aduana para controlar el tránsito de mercancías. El arco es un vestigio de la compuerta que había en este pueblo, hermana de otra, construida en la entrada de Tulyehualco. No confundir que la compuerta permitía el paso de canoas, ya que se encuentra a nivel superior que el que tenía el lago.
Al finalizar los tiempos de la Colonia, el único transporte durante decenas de años entre pueblos y ciudades fue el uso de canoas. No sólo se utilizó con personas, sino también con mercadería. Escribió el varón de Humboldt: “Cerca de Tláhuac, en Tlaltenco, hubo una compuerta y otra a la entrada de Tulyehualco. En el lugar de aquella hay todavía un arco de piedra que durante la época colonial sirvió de aduana para controlar el tránsito de mercancías”. También se utilizaba para controlar el paso de ganado, que pagaba una cuota por cabeza dependiendo del tipo de pezuña, ya fuera completa o hendida.

## Iglesia
La Iglesia de San Francisco de Asís es la más antigua e importante de la localidad. La Iglesia comenzó a construirse por frailes Franciscanos, quienes habían llegado como parte de la misión de evangelización en el año de 1547, y terminó de edificarse en el año de 1549. 
La iglesia mantuvo distintos usos, entre ellos un campamento de tropas durante la Revolución mexicana, albergando tanto zapatistas como carrancistas. Posteriormente fue una escuela de monjas y el lugar permaneció así hasta el año de 1933, cuando el 13 de agosto del mismo año la iglesia fue declarada Monumento Histórico, al ocurrir esto volvió a fungir como templo religioso.
La fachada principal de la iglesia, está construida de tezontle y piedra negra; del lado izquierdo tiene un campanario, construido en el siglo XVI. En el lado derecho está construida otra torre, en la que se encuentra un gran reloj, que ha funcionado desde el año 1913.
Su interior está dividido en arcos decorados con detalles en alto relieve de oro. Es una sola nave con dos filas de bancas de madera tallada y en sus paredes laterales se encuentran nichos con imágenes religiosas.
En la parte posterior de la construcción, se encuentra un pequeño patio y las oficinas de la Iglesia.

## Fiestas religiosas
- Fiesta patronal principal Sn. Francisco de Asís: La festividad patronal más importante del pueblo, es la del Santo Patrono San Francisco de Asís, el 4 de octubre, teniendo eventos culturales, musicales, así como la tradicional pirotecnia y los juegos mecánicos.

El 13 de octubre de 2013, Tlaltenco tuvo la presencia de la Orquesta Sinfónica de la Ciudad de México, como parte del cierre de Feria en honor a Sn. Francisco de Asís, siendo la primera vez en la Delegación Tláhuac en tener un evento cultural de tal magnitud.
- Fiesta patronal Mazatepec:  La fiesta en honor al Señor de Mazatepec se celebra el quinto domingo posterior al miércoles de ceniza, en la capilla de la iglesia. Se festeja con bandas de música, juegos pirotécnicos y bailes populares. Es tal la afluencia de participantes y del público que es común que se cierren las avenidas principales de la localidad.

- Semana Santa: Cada año, durante el Viernes Santo, se hacen diferentes recorridos y representaciones del Viacrucis, recorriendo las diferentes calles del pueblo, siendo estas adornadas con cortinas color púrpura y ramas de palma o pirul.

## Eventos culturales
Tlaltenco es conocido por su tradicional carnaval, en el cual destacan los carros alegóricos de las distintas comparsas. Es tradición del carnaval concluir la participación de las comparsas con la coronación de sus correspondientes reinas en la Plaza Centenario y posteriormente con un baile popular en distintos sitios del pueblo.
Las fechas en las cuales el carnaval da comienzo son en los meses de febrero y marzo de cada año y sus disfraces son resultado de la gente del pueblo que desea divertirse y ganarse un premio por ser el mejor disfraz.
Destacan la Sociedad Benito Juárez, que es el grupo más antiguo, y el Club Juvenil San Francisco Tlaltenco. 
- Sociedad Benito Juárez: Tiene su origen en la Sociedad Mutualista Benito Juárez, fundada en el año 1920. La sociedad fue creada para que las personas oriundas de Tlaltenco que habían participado en la Revolución Mexicana y que en ese momento, regresando a la localidad, pudieran apoyarse mutuamente, pues las condiciones de vida resultaban muy difíciles para todos. En el año 2010 la Sociedad Benito Juárez celebró 90 años de vida, lo que la convierte en la comparsa más antigua de la alcaldía de Tláhuac.

- Club Juvenil San Francisco Tlaltenco : Por su parte, el Club Juvenil San Francisco Tlaltenco se dio como resultado de las actividades cívicas y culturales que se organizaban con motivo de las fiestas patrias, en las que era notoria la participación de los jóvenes de la localidad. Durante esas actividades surgió la idea de formar una agrupación con una orientación más abierta y popular. En el año de 1946.

- Comparsa Independiente Chupamaros: La comparsa fue fundada en el año de 1969, participando en la actualidad, e iniciada por personas que, con anterioridad pertenecieron a Sociedad Benito Juárez. Cabe destacar que esta comparsa solo participa con desfile de disfraces.

- Grupo Guadalupano: Derivado de las diferencias de opinión en cuanto a los derechos y obligaciones equitativas para todos los participantes de la agrupación Sociedad Benito Juárez, el grupo nace como una alternativa joven de hacer Carnaval. Fue fundado el 23 de febrero de 1973, por iniciativa del señor José Pascual Castañeda Peña “Chavililo”, con el apoyo del señor Antonio Cortés Flores y un puñado de simpatizantes. No fue sino hasta el 19 de octubre de 1973 cuando se formaliza la primera directiva y con ello el primer presidente formal Ricardo Castañeda Peña.

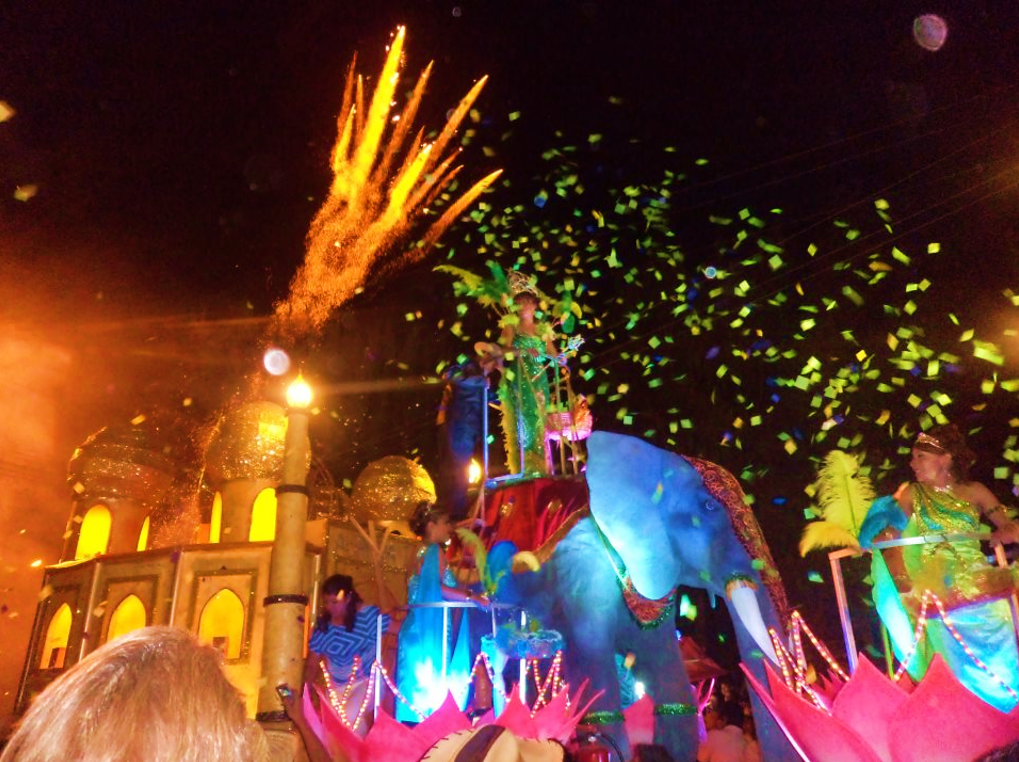
El momento más esperado de la noche, la coronación de las diferentes reinas en Plaza Centenario.

Cabe mencionar que existen otras comparsas dentro del carnaval de Tlaltenco como el Club Infantil "Popo", Club Infantil, Comparsa Barrio Fuerte, Comparsa Zacatenco, Comparsa Guadalupana, entre otras.
Las vestimentas usadas para el carnaval de charros son:
Traje de Charro: En sus primeros años se confeccionaba con telas de gamuza y solamente se bordaba con hilos de colores según las franjas y grecas al gusto del que lo mandaba hacer, este traje era sencillo y también sería para montar a caballo, posteriormente se le fue integrando máscaras, telas e hilos finos para confeccionar estos trajes, hasta llegar a una completa transformación. El traje de Charro es el único que se utiliza en las festividades del carnaval.
Vestido de Dama: La vestimenta en las mujeres no tiene detalles permanentes en su elaboración, es decir, cada año, los diseños y colores varían. Cabe destacar que en la mayoría de las comparsas, las damas hacen aparición en grandes cantidades, siendo la pareja del charro.
Traje de Charra: Aunque las charras no participan en grandes cantidades en la mayoría de las comparsas, (excepto comparsa "Barrio Fuerte"), también son tomadas en cuenta dentro del carnaval, su vestimenta es muy similar al charro, usando un saco con bordado sencillo, una falda, sombrero y botas. En el año 2013, la comparsa Barrio Fuerte, comenzó a usar un traje de charra que no incluye saco, e incluyendo también una falda corta sencilla.
Día de los muertos
El festejo del día de los muertos para los pobladores de San Francisco Tlaltenco es muy importante, pues siendo uno de los pueblos originarios respetan mucho la cultura y tradiciones. Las preparaciones van desde el veintitrés de octubre con ~la calavereada~ que es un recorrido por las calles del pueblo con música carnavalera y personas disfrazadas, todas ellas se dirigen al panteón del pueblo a hacer un rezo, así por nueve días. El 1 de noviembre se pone una portada en la entrada del panteón decorada con flores de cempasúchil y luces led. Antes se acostumbraba a pasar la noche velando las tumbas de los familiares pero con el tiempo y la poca asistencia de la gente eso ha ido cambiando.

## Personajes
De Tlaltenco son originarios tres renombrados artistas plásticos a nivel nacional e internacional. En la pintura Raymundo Martínez Castañeda y *Francisco Torres B. Estrada, y en la escultura Baltazar Martínez Castañeda. Raymundo, hermano de Baltazar, es el único que sobrevive de los tres al año 2009. En la escuela primaria Plan de Ayala de Tlaltenco hay un foro con una escultura de Emiliano Zapata, donada por Baltazar Martínez alrededor de 1972; y en el ámbito musical se tiene al Profesor Raúl Chávez Arce alias "La Rana" que fue músico reconocido a nivel nacional como internacional, fue el fundador del también reconocido grupo musical "La Unica e Internacional Sonora Maracaibo".
- Raymundo Martínez Castañeda: Reconocido pintor originario de San Francisco Tlaltenco. En plena niñez despierta en Raymundo Martínez el afán de la pintura. Se matriculó en la Escuela Nacional de Artes Plásticas. Siguió un curso completo, pero a la mitad siguiente, decide abandonar sus estudios. Su existencia artística empieza en tal instante, solitariamente, en la misma soledad con que se ha iniciado en la carrera de pintor.Raymundo Martínez, Paisaje Lunar, Óleo sobre tela, 1.20 x 0.60 m, colección particular.

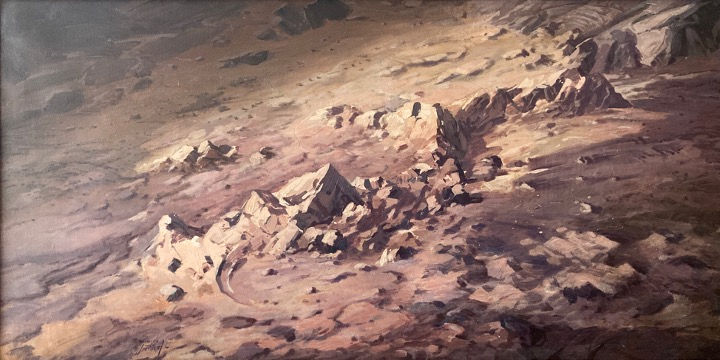
Raymundo Martínez, Paisaje Lunar, Óleo sobre tela, 1.20 x 0.60 m, colección particular.

En su adolescencia, muy alentado consigo mismo, no alberga dudas en cuanto al éxito que le aguardaba. Posteriormente se dispone a amaestrar.
En el auge ya de su solitario, y silencioso triunfo, pocos son los que saben de su extensa obra paisajista. Raymundo Martínez fue un modesto pintor resignado a mantener las realidades y sus ilusiones.
Otro personaje originario de Tlaltenco que fue importante durante la época revolucionaria en la zona sur de la Ciudad, fue el General Zapatista Matilde Galicia Rioja

## Estructura poblacional y condiciones de vida
En San Francisco Tlaltenco viven unas 42,165 personas, de las cuales el 48.33% son hombres y 51.67% son mujeres.  El 40% de la población vive en situación de alta marginalidad.  Solamente el 13.62% de la población cuenta con estudios de nivel superior. Las principales causas de muerte son enfermedades prevenibles, como infecciones respiratorias e intestinales, pero la cobertura de servicios de salud es limitada. 
Otros indicadores: 
- Tasa de crecimiento poblacional anual: 12.9
- Tasa de natalidad: 1.3
- Tasa de fecundidad: 5
- Tasa de mortalidad: 28.38

## Educación
El pueblo de San Francisco Tlaltenco y sus colonias cuentan con escuelas públicas y privadas, de diferentes niveles educativos.
- Escuelas Públicas:

Cuenta con estancias infantiles y escuelas preescolares.
-Educación básica: Existen cinco primarias y dos secundarias.
-Educación media superior: COLBACH, CETIS, CONALEP.
-Educación superior: Instituto Tecnológico de Tláhuac.
- Escuelas Privadas:Hay más de 5 escuelas, en algunas podemos encontrar dos o más niveles educativos.

También se encuentra “La casa de cultura Frida Kahlo” dependiente del gobierno de la Ciudad de México encargada de promover y difundir la cultura en la localidad.

## Flora y fauna
En la Sierra de Santa Catarina y en algunos lugares de la localidad, se encuentra el árbol llamado Pirul (Schinus molle).
Encontramos en la zona de la Sierra de Santa Catarina algunas especies de aves, reptiles y mamíferos, tales como Halcón peregrino, Zopilote, Serpiente cascabel, Cincuate, Lagartija escamada de mezquite, Zorrillos y Ardillas.
Algunas de las especies existentes en la Sierra de Santa Catarina y lugares aledaños a ella:

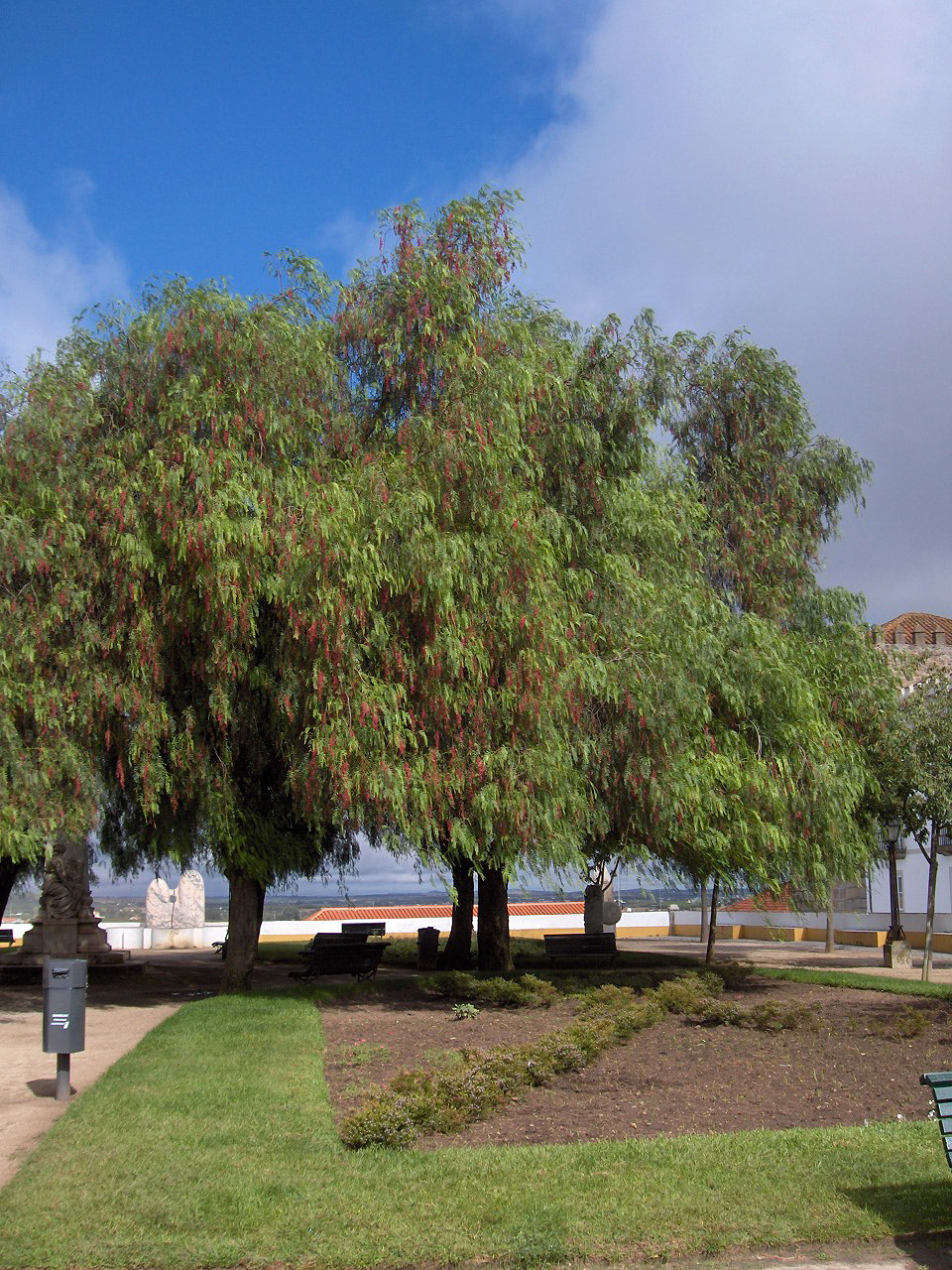
Pirul Schinus molle
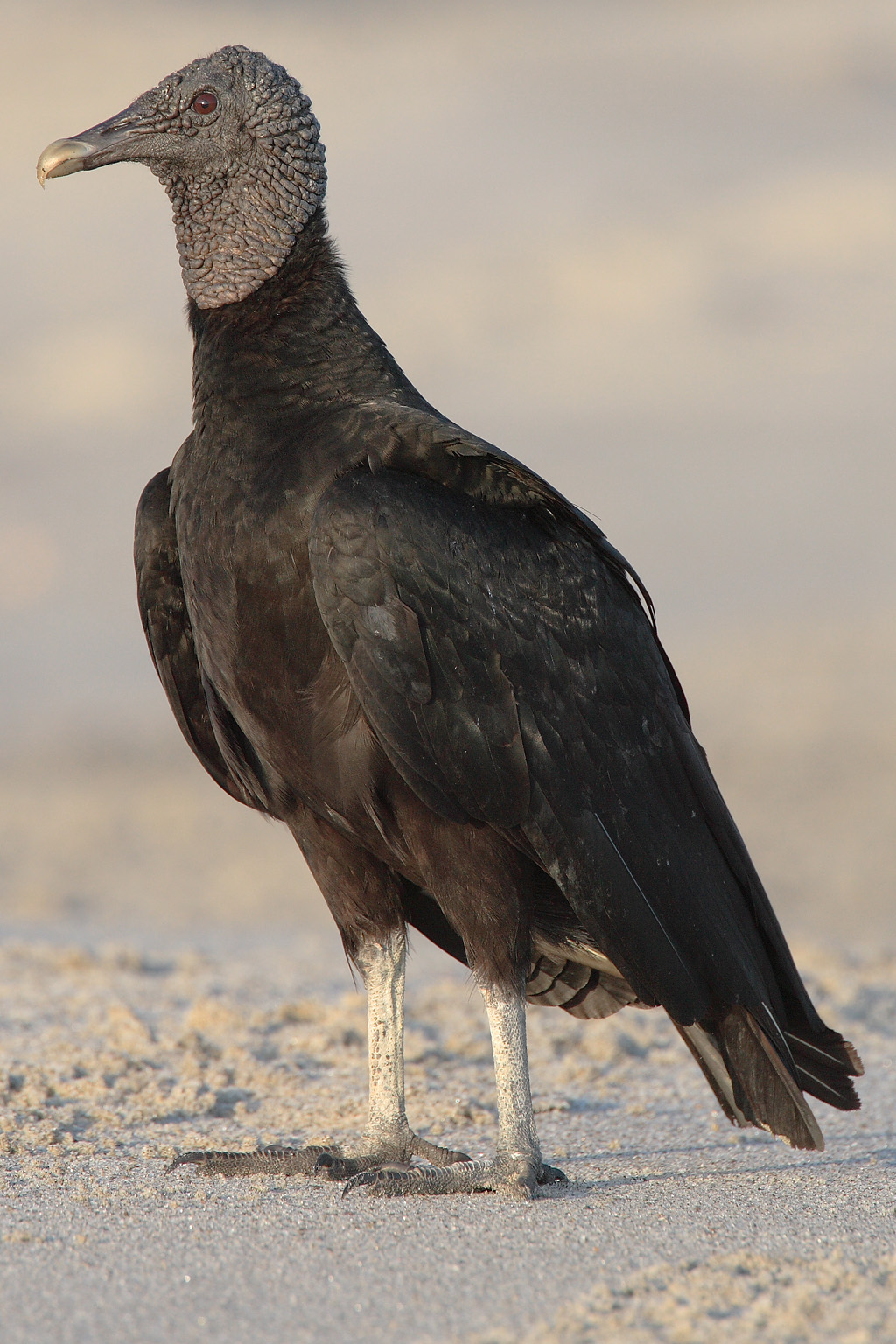
Zopilote Coragyps atratus
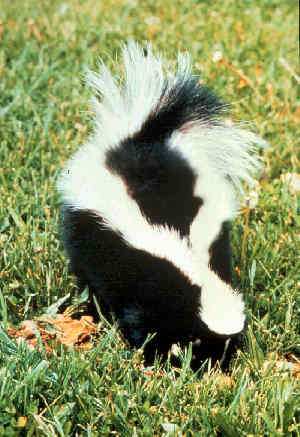
Zorrillo Mephitidae
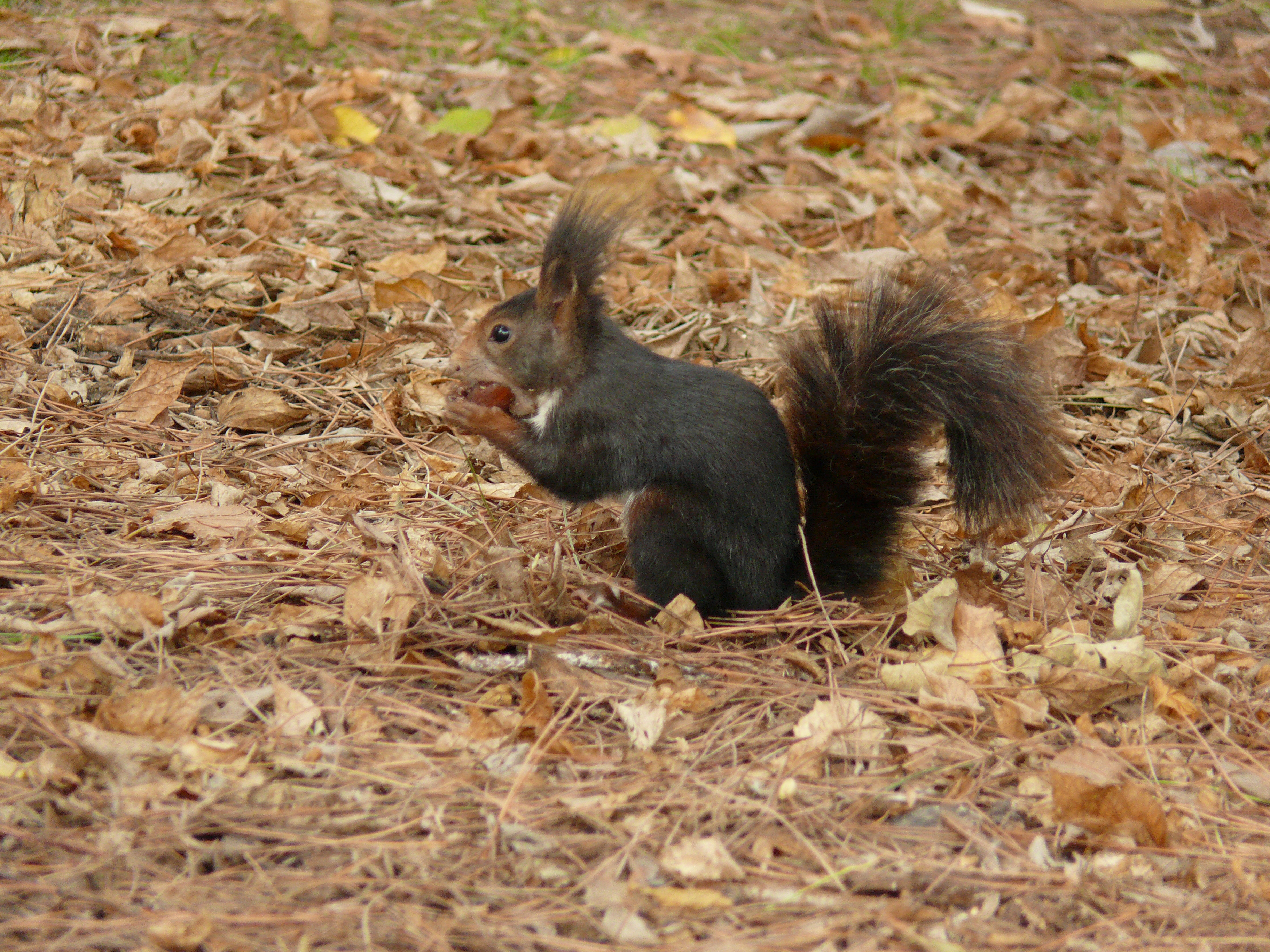
Ardilla Ardilla

## Turismo
La Alcaldía de Tláhuac cuenta con atractivos turísticos bastante interesantes, destacando en el Pueblo de San Francisco Tlaltenco, los siguientes:
- El Arco: Monumento histórico construido a base de piedra que marca la entrada al pueblo. Antes era denominado como "La Aduana", ya que esta construcción desempeñaba la función de aduana para controlar el tráfico de mercancía que circulaba en el tramo Míxquic-Tetelco. Este monumento aparece representado en el logotipo de la estación Tlaltenco del Metro de la Ciudad de México, la cual se encuentra cercana al lugar.

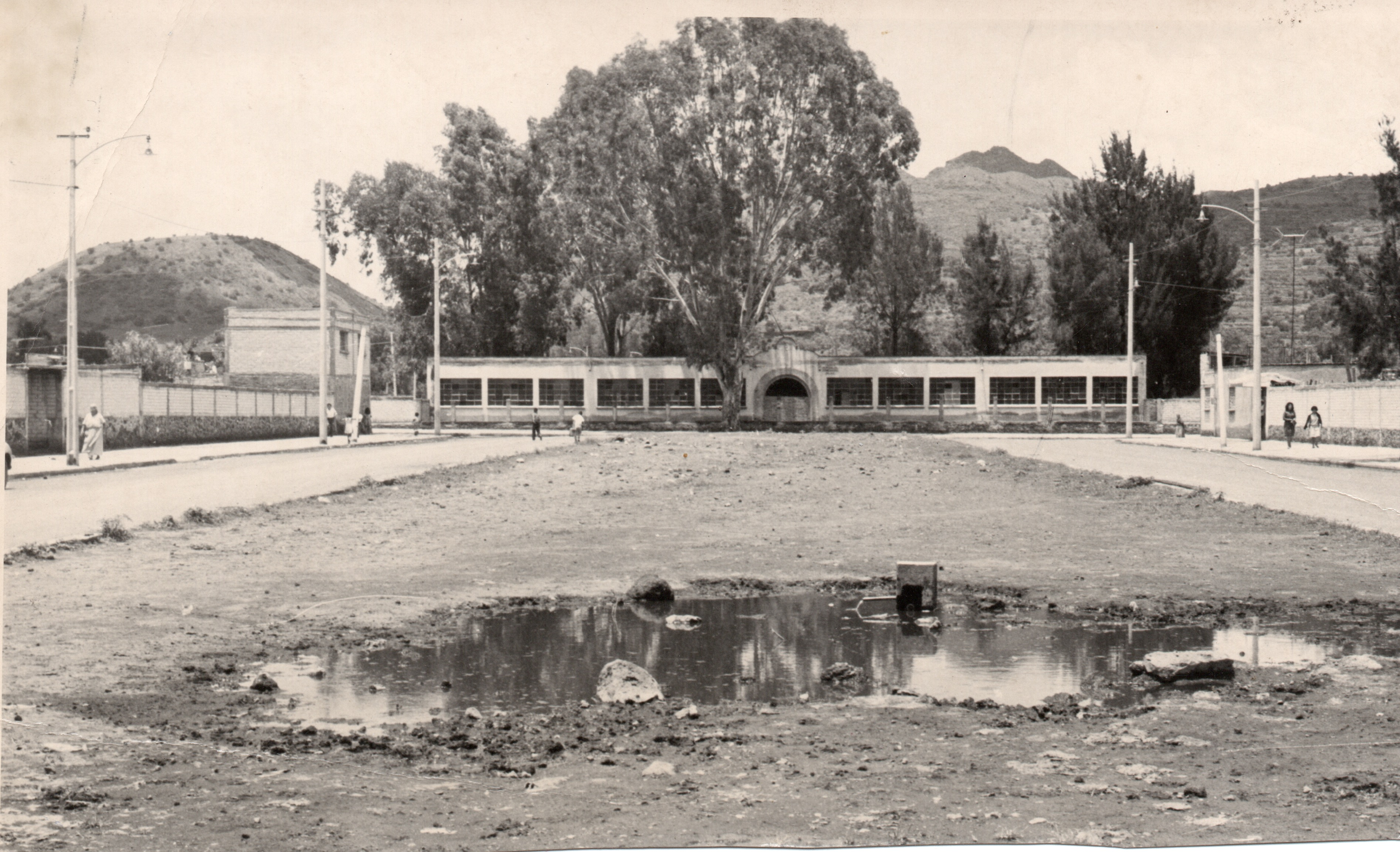
Antigua escuela primaria Plan de Ayala, vista desde Paseo Nuevo, la cual fue demolida en 1966 para dar paso al edificio actual.

- Antigua escuela primaria Plan de Ayala, vista desde Paseo Nuevo, la cual fue demolida en 1966 para dar paso al edificio actual.Primaria Plan de Ayala: Dentro de esta escuela se encuentra un foro para actos escolares decorado con una gran escultura de Emiliano Zapata, obra del escultor Baltazar Martínez Castañeda, oriundo de Tlaltenco.

- La Sierra de Santa Catarina: Lugar boscoso donde se encuentran varias especies de animales, plantas y árboles.

- La Iglesia de San Francisco de Asís: Construcción que data del siglo XVI, construida por los franciscanos.

- Carnaval: Mes y medio antes de Semana Santa, comienza la celebridad del Carnaval, con un gran desfile de carros alegóricos, disfraces y de Charros, llevándose a cabo un concurso de comparsas.